# ناحیه یونگ آمریکا، شهرستان ادگار، ایلینوی
ناحیه یونگ آمریکا (به انگلیسی: Young America Township) یک منطقهٔ مسکونی در ایالات متحده آمریکا است که در شهرستان ادگار، ایلینوی واقع شده‌است. ناحیه یونگ آمریکا ۲۰۲ متر بالاتر از سطح دریا واقع شده‌است.